# はいたい七葉
『はいたい七葉』（はいたいななふぁ）は、日本のテレビアニメ。「はいたい」とは「おはよう」「こんにちは」「こんばんわ」の時に使う女言葉である。

## 概要
1話5分枠の短編アニメで全26話。沖縄県の琉球朝日放送で2012年10月6日から12月29日まで放送された。沖縄ローカルで放送された後、2013年年始からはAT-Xでの全国放送が開始し、海外展開も予定されている。また、2013年4月6日より6月29日まで沖縄ローカルで第2期が放送された。第2期も2013年8月からAT-Xで全国放送されている。
アニメーション制作はパッショーネが行い、同社最初の作品でもある。監督は木村寛が（一部回の演出やコンテも担当）、シリーズ構成は「図書館戦争」の古怒田健志が担当した。

## あらすじ
喜屋武七葉（きゃん ななふぁ）は、元気な中学生の女の子。祖母が経営する沖縄そばの店「かめーそば」で、高校生で美人の姉・七緒（なお）、小学生で霊感が強い「サーダカ」の妹・心七（ここな）と暮らしていた。
ある日、七葉の目の前で、ガジュマルの木に住み着いている精霊・キジムナーを封印するおまじないの釘が抜けてしまう。現れたのは、可愛い女の子の姿をしたキジムナーのニーナ。ニーナと同じキジムナーのラーナや、シーサーの化身であるイーナ、水の精霊のカーナも次々と現れ、平和だった七葉たちの暮らしに、不思議な騒動が巻き起こり始める。

## 登場人物
喜屋武七葉
声 - 與那嶺里都
中学3年生。明るく真面目だが、どこか抜けている天然キャラ。喜屋武家の次女。
喜屋武七緒
声 - 松田るか（第1期） / 大城幸子（第2期）
七葉の姉。高校3年生。クールビューティーなしっかり者。口数が少なく優しいが怒ると冷たくて恐い。女子のみで構成された創作エイサーバンドを組んでいる。
喜屋武心七
声 - やびくかりん
七葉の妹。小学四年生。普段は2人の姉にべったりの甘えん坊だが、霊の姿が見える特別な子。
喜屋武家の末っ子。
ニーナ
声 - 松嵜麗
喜屋武家の庭に立つガジュマルの木の精(きじむなー)。
幼稚園児くらいの背丈で見た目は可愛いが、年齢はラーナより上である。毒舌でトラブルメーカー。
自分がいるだけでありがたいことだと言い、お店を手伝う事もなくニートのようにゴロゴロする毎日。タコが苦手で、この特徴はきじむなーであるラーナやナーナにも共通する。
ラーナ
声 - 井ノ上奈々
喜屋武家の庭に立つガジュマルの木の精。
ニーナよりも年長な外見をしたツインテール娘で、元気がとりえで常にポジティブ。スタイル抜群だが何ごとも失敗ばかり繰り返す。自称突っ込み担当だが、自身がボケまくりなため、皆からよく突っ込みをくらう。ニーナと違ってお店の手伝いをしたがるが、豊穣の力により触れた野菜が増殖してしまうため、キッチンに入って野菜に触れると大変な事になる。
イーナ
声 - 五十嵐裕美
シーサーの精霊。 ニーナを一方的にライバル視している。負けず嫌いで高飛車な性格だが、いつもニーナにはかなわない。
ニーナにかまって欲しくて、挑戦しているところも。顔面などに強い衝撃をうけるとシーサー像に戻る。
カーナ
声 - 東城日沙子
水の精霊。和服姿の普段は寡黙な女性。沖縄のそば屋を巡礼している。
水を大切にしている人達には福をもたらすが、水を粗末にする者には容赦なく罰を与える。
ナーナ
声 - 井上喜久子
ニーナとラーナの母。笑顔を絶やさないが怒ると怖い。
おじぃ
声 - 新垣正弘
七緒・七葉・心七3姉妹の祖父。故人だが、その姿は心七だけに見える。優しくてのんびりや。実はアイドルオタク。
おばぁ
声 - 喜舎場泉
七緒・七葉・心七3姉妹の祖母。性格はやさしく、知恵者。 沖縄そば屋「かめーそば」のを主に一人で切り盛りしている。
厳しさも持ち合わせており、キジムナーに対して空手技を駆使し懲らしめる力を持っている。ゆうに80歳は越えているのにとにかく元気で、噂では20代の彼氏が居るらしい。
我那覇ひめの
声 - 川満彩杏
七緒の親友。
メガネ娘で世話好きの委員長タイプ、見た目が地味目のキャラ。 七緒の良き理解者で、七緒もひめのの事を尊敬している。
七緒の創作エイサーバンドでは三線を担当。エイサー踊りの時七緒以上の踊りのキレを見せる。
宮里結菜
声 - 新垣奈々
七緒の後輩で高校一年生。体育会系の元気少女、性格は乙女。手作りのお弁当をなんとか七緒に食べさせようとする。こうと思ったら一直線なタイプ。
幸喜貴子
声 - 喜多丘千陽
七葉の同級生でお嬢様。自分のことをしゃべり出すと止まらない。七葉とは正反対の変人。
ルーシー・美咲・スチュアート
声 - 小潮川愛祈
英語がまったく話せないハーフの女の子。生粋の沖縄人で、沖縄の伝統を守れない人は許さない。ハーフ美少女の皮を被ったおばあ。
渡久地美々
声 - 崎原安珠
かめーそばの近所に住む5歳ぐらいの女の子。心七になついている。実はすさまじいサーダカ能力の持ち主。
登川琉歌
声 - 佐久川若菜
童顔巨乳メガネのどこか頼りない新人女教師（七葉の担任）。学校で失敗があるたびに泡盛を飲み、三線を弾きながら酔っ払いの挽歌を歌う。
下地舞子
声 - 宇久村紀子
かめーそばでいつも沖縄そばをすすっている謎の少女。誰も話すところを聞いたことがない。注文もジェスチャーで（指を一本立てると、いつものひとつという意味で通じてしまう）。

## スタッフ
- 企画・製作 - はいたい七葉 製作委員会
- 監督 - 木村寛
- シリーズ構成・脚本 - 古怒田健志
- キャラクター原案 - POP
- メインキャラクターデザイン - 植田和幸
- 総作画監督 - 小磯沙矢香
- 音響監督 - 納谷僚介
- 美術デザイン - 田代一志
- 美術監督 - 塚越羽瑠奈
- 色彩設計 - 佐野ひとみ
- 撮影監督 - 廣岡岳
- 編集 - 柳圭介
- 音楽 - 持山翔子、来兎、阿部隆大
- 制作協力/方言指導 - 新垣正弘、長嶺哲成、比嘉淳子
- アニメーションプロデューサー - 西藤和広
- アニメーション製作 - パッショーネ
- プロデューサー - 畠中敏成、福永収、ひらさわひさよし

## 主題歌
エンディングテーマ「ゆいまーる☆わーるど」
作詞 - 比嘉淳子、鶴田光介 / 作曲 - 来兎（リサレコ） / 歌 - 綾瀬理恵

## 各話リスト
| 話数   | サブタイトル                 | コンテ   | 演出     | 作画監督                        | 原画                                                            |       |
| 第1期  | 第1期                        | 第1期    | 第1期    | 第1期                           | 第1期                                                           | 第1期 |
| ------ | ---------------------------- | -------- | -------- | ------------------------------- | --------------------------------------------------------------- | ----- |
| 第1話  | はいたい! キジムナー!        | 木村寛   | 木村寛   | 小磯沙矢香                      | 小磯沙矢香                                                      |       |
| 第2話  | キジムナーは怠けもの!?       | 木村寛   | 木村寛   | 小磯沙矢香                      | 今野淑子、田中知江                                              |       |
| 第3話  | 島の民は野球がお好き?        | 中野典克 | 木村寛   | 小磯沙矢香                      | 窪敏                                                            |       |
| 第4話  | ねーねーはモテモテさー       | 星野真   | 星野真   | 小磯沙矢香                      | 矢吹智美                                                        |       |
| 第5話  | 心七たちの不思議な力?        | 馬場竜一 | 馬場竜一 | 小磯沙矢香                      | 諏訪昌夫                                                        |       |
| 第6話  | めんそーれ修学旅行生!        | 木村寛   | 木村寛   | 小磯沙矢香                      | 長田絵里                                                        |       |
| 第7話  | 燃えろ! 綱引き!              | 星野真   | 星野真   | 小磯沙矢香                      | ハンミンギ                                                      |       |
| 第8話  | 七葉イメチェン大作戦!        | 星野真   | 星野真   | 植田和幸                        | 満若高代                                                        |       |
| 第9話  | 沖縄の…怖い話…               | 伊藤真尋 | 木村寛   | 小磯沙矢香                      | 櫻井祐哉                                                        |       |
| 第10話 | 七葉の風邪を治すのは!?       | 伊藤真尋 | 木村寛   | 植田和幸                        | 高橋沙妃                                                        |       |
| 第11話 | 駆け込め! ふーる争奪戦!      | 末田宜史 | 末田宜史 | 小磯沙矢香                      | 藤澤俊幸、馬場竜一                                              |       |
| 第12話 | かめーそば閉店!?             | 木村寛   | 木村寛   | 植田和幸                        | 江森真理子、坂本ひろみ 鈴木勘太                                 |       |
| 第13話 | キジムナー、ぐぶりーさびら!? | 木村寛   | 木村寛   | 小磯沙矢香                      | 小磯沙矢香、門智昭 坂本ひろみ、馬場竜一 櫻井祐哉                |       |
| 第2期  |                              |          |          |                                 |                                                                 |       |
| 第14話 | はいたい! 謎の酔っぱらい!!   | 木村寛   | 木村寛   | 小磯沙矢香                      | 櫻井祐哉、小磯沙矢香                                            |       |
| 第15話 | お誕生日おめでとう七葉!      | 木村寛   | 木村寛   | 植田和幸                        | 森友宏樹、矢吹智美                                              |       |
| 第16話 | 七緒ねえねえの秘密           | 中野典克 | 木村寛   | 桜井正明                        | 中野典克、馬場竜一 満若高代、櫻井祐哉                           |       |
| 第17話 | ラーナのショータイム         | 星野真   | 星野真   | 小磯沙矢香                      | 杉浦英之、柴田裕司 鈴木勘太、窪敏 森友宏樹、櫻井祐哉 樫内乃恵子 |       |
| 第18話 | 台風対台風                   | 中野典克 | 木村寛   | 近藤源一郎                      | 熊岡利治、菊池勉 江森真理子                                     |       |
| 第19話 | ニーナを捕まえろ!!           | 星野真   | 星野真   | 近藤源一郎                      | ハニマル、篠原信子                                              |       |
| 第20話 | はいたい! ウルトラ怪獣?!     | 渡邊哲哉 | 渡邊哲哉 | 小磯沙矢香                      | 馬場竜一、小磯沙矢香                                            |       |
| 第21話 | めざせ! ちゅらさん先生       | 星野真   | 星野真   | 植田和幸、桜井正明 小磯沙矢香   | 樫内乃恵子、清水文乃 篠原信子                                   |       |
| 第22話 | 恐怖のマジムン現る?!         | 中野典克 | 木村寛   | 近藤源一郎                      | 馬場竜一、熊岡利治 江森真理子                                   |       |
| 第23話 | 心七たちの鬼退治!!           | 田所修   | 木村寛   | 植田和幸、小磯沙矢香            | 柴田裕司、折笠奈津樹 前田亜紀、篠原信子 中野典克、櫻井祐哉      |       |
| 第24話 | ニーナたちのお母さん?!       | 星野真   | 星野真   | 亀谷響子                        | ハニマル                                                        |       |
| 第25話 | ガジュマルに帰る日           | 木村寛   | 木村寛   | 小磯沙矢香、近藤源一郎 中野典克 | 満若高代                                                        |       |
| 第26話 | はいたい!                    | 木村寛   | 木村寛   | 小磯沙矢香、近藤源一郎 植田和幸 | 柴田裕司、櫻井祐哉                                              |       |

## 放送局
| 放送地域 | 放送局         | 放送期間                            | 放送日時                              | 放送系列       | 備考                         |
| 第1期    | 第1期          | 第1期                               | 第1期                                 | 第1期          | 第1期                        |
| -------- | -------------- | ----------------------------------- | ------------------------------------- | -------------- | ---------------------------- |
| 沖縄県   | 琉球朝日放送   | 2012年10月6日 - 12月29日            | 土曜 17:55 - 18:00                    | テレビ朝日系列 |                              |
| 日本全域 | AT-X           | 2013年1月3日 - 2月7日 2013年2月14日 | 木曜 23:15 - 23:25 木曜 23:15 - 23:20 | CS放送         | 2話連続放送 リピート放送あり |
| 神奈川県 | tvk            | 2014年4月5日 - 6月28日              | 土曜 6:55 - 7:00                      | 独立局         |                              |
| 東京都   | TOKYO MX       | 2014年4月9日 - 7月2日               | 水曜 27:05 - 27:35                    | 独立局         | 『アニメTV』内の5分枠        |
| 日本全域 | エンタメ～テレ | 2014年4月13日 - 7月6日              | 日曜 8:00 - 8:30                      | CS放送         | 『アニメTV』内の5分枠        |
| 第2期    |                |                                     |                                       |                |                              |
| 沖縄県   | 琉球朝日放送   | 2013年4月6日 - 6月29日              | 土曜 17:55 - 18:00                    | テレビ朝日系列 |                              |
| 日本全域 | AT-X           | 2013年8月4日 - 10月27日             | 日曜 18:25 - 18:30                    | CS放送         | リピート放送あり             |
| 神奈川県 | tvk            | 2014年7月5日 - 9月27日              | 土曜 6:55 - 7:00                      | 独立局         |                              |
| 東京都   | TOKYO MX       | 2014年7月9日 - 10月1日              | 水曜 27:05 - 27:35                    | 独立局         | 『アニメTV』内の5分枠        |
| 日本全域 | エンタメ～テレ | 2014年7月13日 - 10月5日             | 日曜 8:00 - 8:30                      | CS放送         | 『アニメTV』内の5分枠        |

## BD / DVD
| 期    | 発売日        | 規格品番 | 規格品番 |
| 期    | 発売日        | BD       | DVD      |
| ----- | ------------- | -------- | -------- |
| 第1期 | 2014年7月23日 | VTZF-63  | VTZF-64  |
| 第2期 | 2014年8月20日 | VTXF-30  | VTBF-40  |